# ウズラシギダチョウ属
ウズラシギダチョウ属（ウズラシギダチョウぞく、Nothura）は、鳥綱シギダチョウ目（ダチョウ目とする説もあり）シギダチョウ科に分類される属。

## 分類
以下の分類・英名は、IOC World Bird List(v11.1)および山階（1986）に従う。和名は、山階（1986）に従う。
- Nothura boraquira ウズラシギダチョウ White-bellied nothura
- Nothura darwinii ダーウィンシギダチョウ Darwin's nothura
- Nothura maculosa マダラシギダチョウ Spotted nothura
- Nothura minor ヒメウズラシギダチョウ Lesser nothura

## 画像

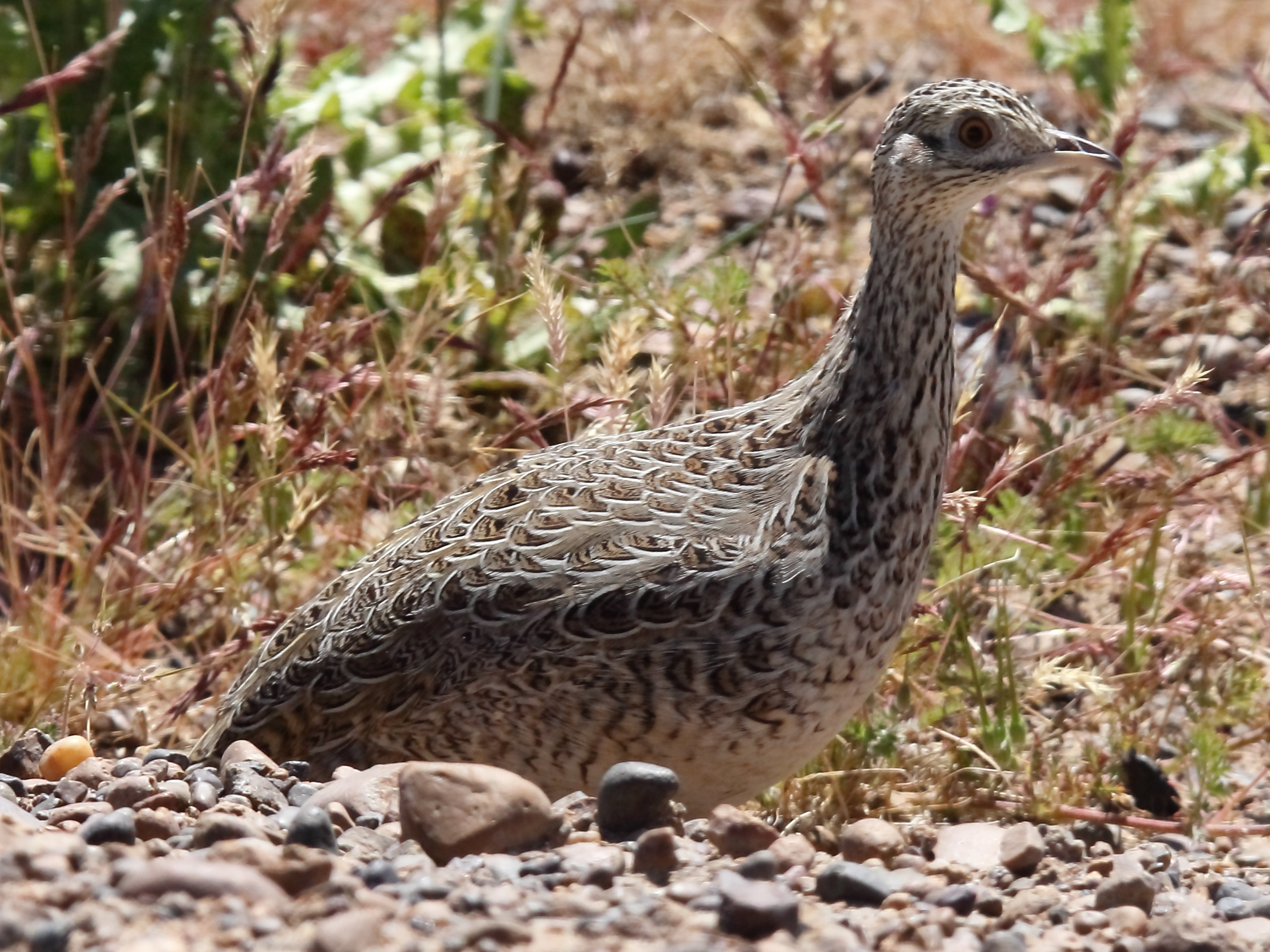
ダーウィンシギダチョウ N. darwinii
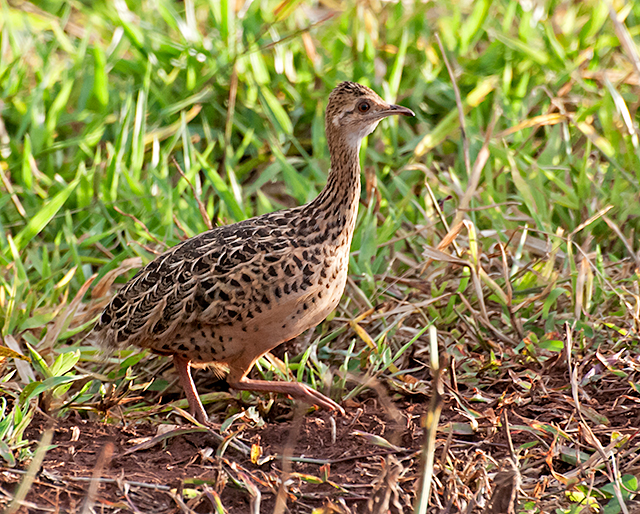
マダラシギダチョウ N. maculosa
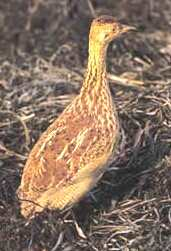
ヒメウズラシギダチョウ N. minor